# Sigurðr ormr í auga
Sigurðr Ragnarsson, noto anche come Sigurd Serpe nell'Occhio (in norreno Sigurðr ormr í auga; Scandinavia, ... – tra l'873 e l'887), fu uno dei figli di Ragnarr Loðbrók e Aslaug Sigurdsdóttir, ma viene distinto dagli altri per il fatto che egli nacque con Jormungand, il serpente che cinge le acque intorno al mondo, raffigurato sulla pupilla del suo occhio sinistro.
Poco si sa della sua vita da razziatore, tranne che morì, dopo i suoi fratelli Ívarr Ragnarsson e Ubbe, durante una delle sue tante razzie.
La Ragnarssona þáttr riporta che alla morte del padre ereditò parte della Svezia (la Scania, lo Halland e il Viken) e della Danimarca (Zealand e le isole danesi).
Stando ad alcune fonti franche, è possibile che regnasse sulla Danimarca insieme al suo fratello Halfdan attorno all'873, per diventare il solo monarca dopo dell'877.
Alla sua morte il fratello minore Björn Ragnarsson gli succedette come re dei possedimenti in Svezia. 
Secondo alcune fonti ebbe un figlio, Harthacnut, che divenne poi re di Danimarca, sebbene un secolo più tardi Adamo di Brema riporta che quest'ultimo fosse figlio di re Sven.
Altre fonti menzionano di un re danese Sigurd rimasto senza regno e ucciso in battaglia nel Regno dei Franchi Occidentali nell'887; è possibile che si trattasse della stessa persona.